# Индейская фантазия
«Индейская фантазия» (нем. Indianische Fantasie), соч. 44, BV 264 ― произведение Ферруччо Бузони для фортепиано с оркестром, написанное им в период с апреля 1913 по февраль 1914 года. В основу тематического материала сочинения положены мелодии индейцев Северной Америки.

## История
Бузони написал «Индейскую фантазию» по инициативе одной из своих учениц, Натали Кёртис, опубликовавшей в 1907 году сборник традиционных песен под названием «Книга индейцев»:
[Композитор] был очарован строгостью пентатонических мелодий, но ещё в большей степени его очаровала духовность, излучаемая этими мелодиями и шаманским изображением трагической, но при этом оживлённой вселенной.― Калум Макдональд
Темы фантазии, взятые из песен таких народов, как хопи, шайенны, пуэбло, пима и пассамакуоди, были вторично использованы Бузони в 1915 году при создании двух «Индейских дневников» (первый написан для фортепиано соло, второй ― для малого оркестра).
Премьерное исполнение «Индейской фантазии» состоялось в марте (по другим данным ― 3 декабря) 1914 года в Берлине. Партию фортепиано исполнил сам композитор, а Алексис Бирнбаум дирижировал Берлинским филармоническим оркестром.

## Структура
Несмотря на рапсодический характер произведения, в нём можно условно выделить три части:
1. Andante con moto, quasi di marcia
«Фантазия». Allegro ― Adagio fantastico ― Allegretto affettuoso, un poco agitato ― Più mosso ― Misurato ― Cadenza, Fuggitivo, leggiero ― Un poco meno allegro
2. «Канцона». Andante quasi lento ― Allegro sostenuto ― Andantino maestoso ― Sostenuto e forte ― Cadenza ― Lento
3. «Финал». Più vivamente ― Deciso ― Animato ― Allegrissimo

Типичная продолжительность исполнения «Индейской фантазии» составляет 20―25 минут.

## Исполнительский состав
Произведение написано для фортепиано и оркестра, состоящего из 2 флейт, гобоя, английского рожка, 2 кларнетов in B, 2 фаготов, 3 валторн in F, 2 труб in C, литавр, колокольчиков, треугольника, малого барабана, тарелок, большого барабана, тамтама и струнных.

## Критика
Французский композитор Ги Сакр считает, что в «Индейской фантазии» «Бузони не намеревается переписать симфонию Нового Света, и его произведение не передаёт той экзотики, которую мы можем найти в аналогичном сочинении Дворжака. Что он [Бузони] сохраняет в традиционных мелодиях, так это их душевность и поэтический склад».